# Anthony Crum
Anthony Crum (* 1994 in Auckland) ist ein neuseeländischer Schauspieler und Synchronsprecher. Daneben ist er auch als Komiker tätig.

## Leben
Crum wurde 1994 in Auckland geboren. Mitte der 2010er Jahre trat er in verschiedenen Theaterproduktionen in Erscheinung, unter anderen wirkte er an mehreren Inszenierungen des Company of Giants-Theaters mit. 2018 spielte er im Kurzfilm Hush mit. 2019 war seine Stimme im Kurzfilm Krystal zu hören. 2020 hatte er eine Episodenrolle in der Fernsehserie The Wilds inne und spielte im Kurzfilm Foam mit. 2022 verkörperte er die Rolle des Númenorers Ontamo in fünf Episoden der Fernsehserie Der Herr der Ringe: Die Ringe der Macht. 2023 folgte eine Rollenbesetzung im Kurzfilm Everyone Writes Memoir. Im selben Jahr stellte er in 12 Episoden der Fernsehserie Shortland Street die Rolle des Corey Jacobsen dar. 2024 spielte er in einer Episode der Miniserie ADHD & Me mit.

## Filmografie (Auswahl)

### Schauspiel
- 2018: Hush (Kurzfilm)
- 2020: The Wilds (Fernsehserie, Episode 1x04)
- 2020: Foam (Kurzfilm)
- 2022: Der Herr der Ringe: Die Ringe der Macht (The Lord of the Rings: The Rings of Power, Fernsehserie, 5 Episoden)
- 2023: Everyone Writes Memoir (Kurzfilm)
- 2023: Shortland Street (Fernsehserie, 12 Episoden)
- 2024: ADHD & Me (Miniserie, Episode 1x05)

### Synchronisationen
- 2019: Krystal (Kurzfilm)

## Theater (Auswahl)
- 2014: Cake, Regie: Katy Maudlin, NYT
- 2014: Odyssey, Regie: Laurel Devenie, Company of Giants / Aotea Centre
- 2014: Empty City, Regie: Laurel Devenie, Company of Giants
- 2014: Second Afterlife, Regie: Leon Wadham, Company of Giants
- 2014: The Owl & the Pussy Cat, Regie: Laurel Devenie, Company of Giants
- 2015: A Midsummer Night’s Dream, Regie: Richard Green, Ugly Shakespeare Company